# Gesztenyelevelű tölgy
A gesztenyelevelű tölgy (Quercus castaneifolia) a bükkfavirágúak (Fagales) közé tartozó tölgy nemzetség egyik faja.

## Előfordulása
Kaukázus és Irán erdei.

## Leírás

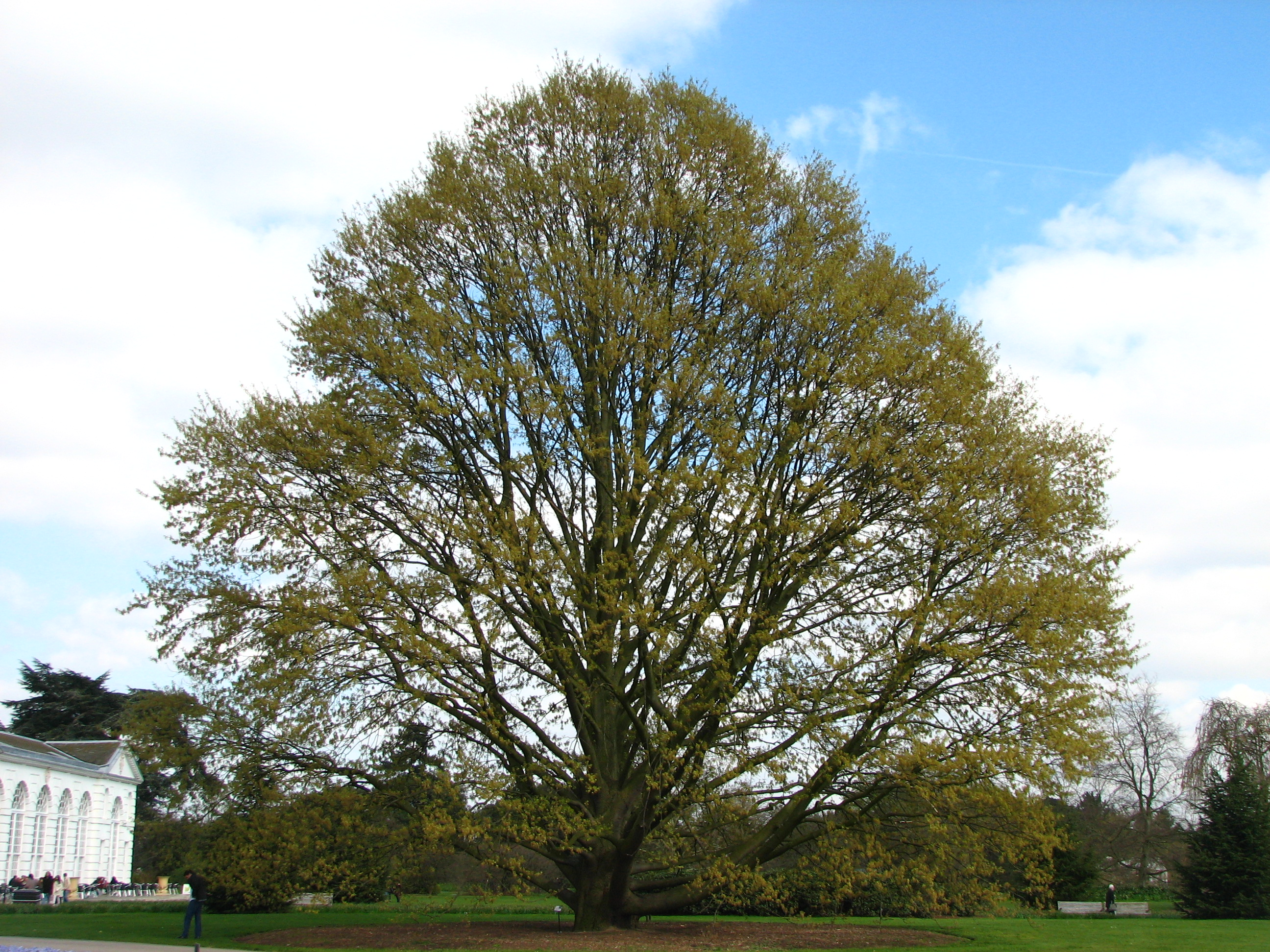
Habitusa

Terebélyes, 30 m magas, lombhullató fa.
Kérge szürke, sima. levelei keskenyek, 20 cm hosszúak, 7,5 cm szélesek, mindkét oldalukon 10-12 fog sorakozik. Felszínük fényes sötétzöld, sima, fonákuk kékesszürke, finoman molyhos.
Virágai tavasz végén nyílnak. A porzós barkák sárgászöldek, lecsüngőek, a termősek kevéssé feltűnőek. Termése 2,5 cm-es, feléig kupacsba zárt makk. A kupacsot hosszú pikkelyek borítják.